# Sviajsk
Sviajsk (en russe : Свияжск) est un village (selo) de la république du Tatarstan en Russie.

## Géographie
Sviajsk est située sur un îlot fluvial au confluent de la Volga et de la Sviaga.

## Histoire
Sviajsk a été fondée en 1551 par Ivan le Terrible, elle a été construite en quatre semaines à partir de pièces fabriquées à Ouglitch et transportées par la Volga. Elle a servi de forteresse à l'armée russe au cours du Siege de Kazan (1552) et était un centre de christianisation des Tatars.
Sviajsk est devenu ensuite le centre de l'ouiezd du même nom (1727-1920).
De 1920 à 1931, la ville était le chef-lieu du raïon de Sviajsk.
En 1932, elle a été rétrogradée au rang de village. 
Depuis 1955, elle est située sur une île, du fait de la construction du réservoir de Kouïbychev.
Le monastère de la Dormition-de-la-Mère-de-Dieu à Sviajsk  est établi par Germain de Kazan  et construit sur l'île de Sviajsk de 1556 à 1560 par des bâtisseurs de Pskov dirigés par l'architecte Postnik Yakovlev .
Le monastère Saint-Jean-Baptiste est situé sur la même île de Sviajsk tandis que le monastère de l'Ascension Makarievski est situé en face de l'île séparé d'elle par un bras du fleuve.
En 2017, le monastère de la Dormition-de-la-Mère-de-Dieu et sa cathédrale sont inscrits sur la liste du patrimoine mondial de l'UNESCO.

## Évolution démographique
- 1989 : 747 habitants (Russes - 66 %, Tatars - 27 %)[3] ;
- 2000 : 258 habitants.